# Deutsche Tourenwagen Masters 2021
La stagione 2021 del DTM è la ventiduesima edizione dell'omonimo campionato.
L'edizione 2021 segna uno spartiacque nella storia del DTM, col passaggio dai prototipi silhouette alle vetture GT3: tale cambio di regolamento porta all'entrata di nuovi costruttori nella serie, con il ritorno di Mercedes e i debutti di Ferrari, Lamborghini, McLaren e, in forma ufficiosa, Porsche.
Il titolo piloti è stato conquistato per la prima volta dal tedesco Maximilian Götz su Mercedes-AMG GT3, il quale ha avuto la meglio solo nell'appuntamento conclusivo del Norisring del neozelandese Liam Lawson, quest'ultimo vincitore della classifica Junior su Ferrari 488 GT3 Evo, e del sudafricano Kelvin van der Linde su Audi R8 LMS Evo – protagonisti di un convulso e polemico epilogo nel secondo e decisivo round sul tracciato norimbergense –; lo stesso Lawson, con i compagni di squadra Alexander Albon e Nick Cassidy, ha contribuito al successo del team italiano Red Bull AlphaTauri AF Corse nella classifica per squadre – appena il secondo nella storia del DTM per un marchio non tedesco, dall'affermazione di Alfa Romeo nel Meisterschaft 1993, e il primo sotto la formula Masters introdotta dal 2000 –, mentre il titolo costruttori è stato agevolmente incamerato da Mercedes.

## Nuove regole

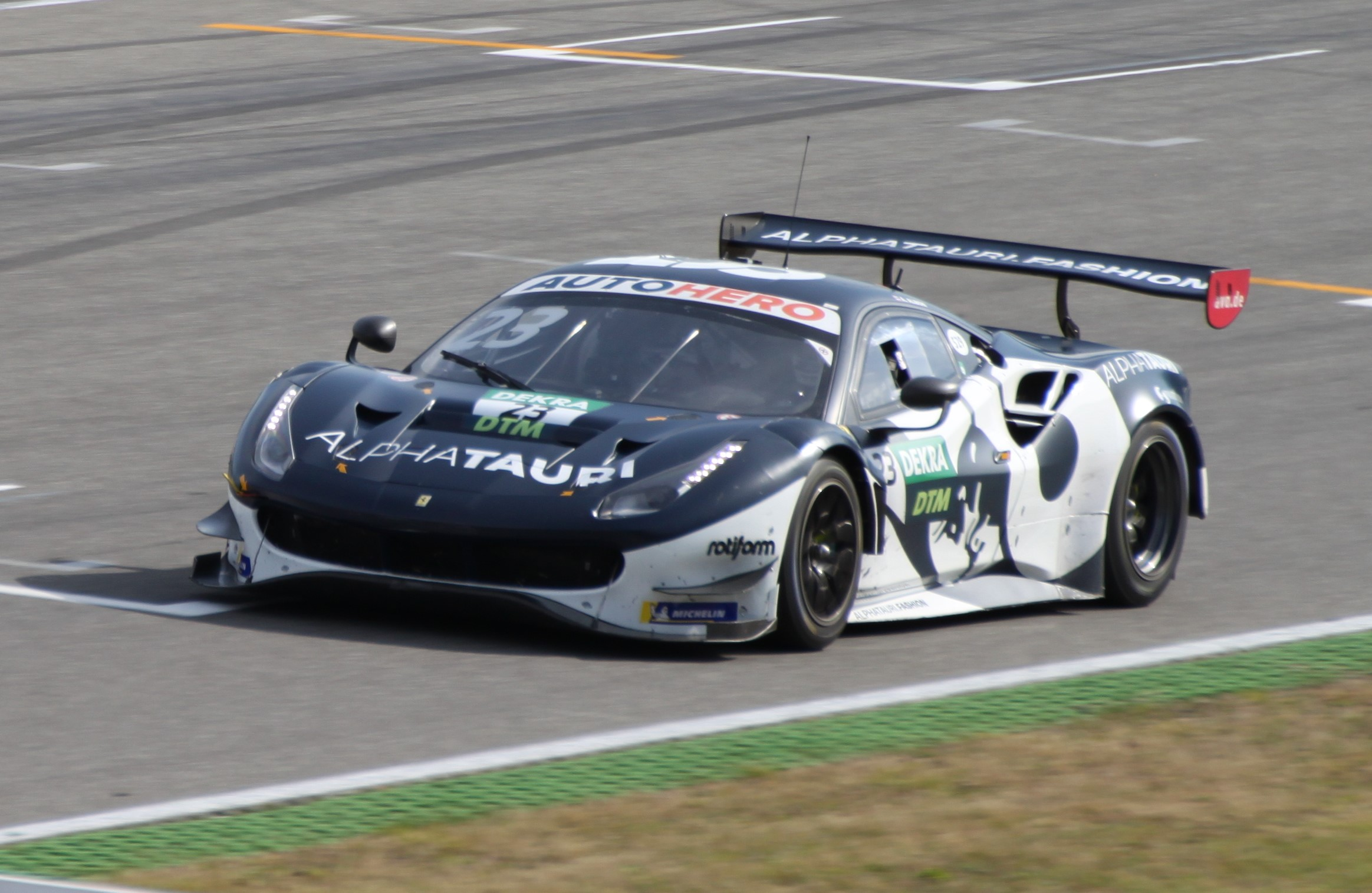
La Ferrari 488 GT3 Evo, qui guidata da Alexander Albon nei round all'Hockenheimring, con cui AF Corse ha vinto il titolo per squadre

Dopo due stagioni corse sotto la formula "Classe Uno", la serie segnò ufficialmente transizione alla formula "GT Plus" basata su GT3 come parte del programma di efficienza dei costi. Il passaggio alle GT Plus significò un campionato basato su team privati, al fine di attirare più produttori a unirsi alla serie; le auto Classe Uno e i motori in linea-4 turbocompressi da 2,0 litri (122 pollici cubi), utilizzati dal 2019, furono ritirati definitivamente. Visto il passaggio al formato GT Plus, il DTM cambiò anche fornitore di pneumatici, con Michelin a sostituire Hankook. Per la prima volta dal 2001, infine, la serie non utilizzò più partenze da fermo per l'inizio delle gare.

## Scuderie e piloti
| Costruttore  | Vettura                     | Motore                       | Team                               | #  | Pilota                | Gare     |
| ------------ | --------------------------- | ---------------------------- | ---------------------------------- | -- | --------------------- | -------- |
| Audi         | Audi R8 LMS Evo             | Audi BXA 5.2 L V10           | Team Abt Sportsline                | 3  | Kelvin van der Linde  | Tutti    |
| Audi         | Audi R8 LMS Evo             | Audi BXA 5.2 L V10           | Team Abt Sportsline                | 9  | Mike Rockenfeller     | Tutti    |
| Audi         | Audi R8 LMS Evo             | Audi BXA 5.2 L V10           | Team Abt Sportsline                | 37 | Lucas di Grassi       | 7-8      |
| Audi         | Audi R8 LMS Evo             | Audi BXA 5.2 L V10           | Team Rosberg                       | 12 | Dev Gore              | 1-3, 5-8 |
| Audi         | Audi R8 LMS Evo             | Audi BXA 5.2 L V10           | Team Rosberg                       | 12 | Christopher Haase     | 4        |
| Audi         | Audi R8 LMS Evo             | Audi BXA 5.2 L V10           | Team Rosberg                       | 51 | Nico Müller           | Tutti    |
| Audi         | Audi R8 LMS Evo             | Audi BXA 5.2 L V10           | Team Abt                           | 99 | Sophia Flörsch        | 1-3, 5-8 |
| Audi         | Audi R8 LMS Evo             | Audi BXA 5.2 L V10           | Team Abt                           | 99 | Markus Winkelhock     | 4        |
| BMW          | BMW M6 GT3                  | BMW S63 4.4 L Turbo V8       | Walkenhorst Motorsport             | 11 | Marco Wittmann        | Tutti    |
| BMW          | BMW M6 GT3                  | BMW S63 4.4 L Turbo V8       | ROWE Racing                        | 16 | Timo Glock            | Tutti    |
| BMW          | BMW M6 GT3                  | BMW S63 4.4 L Turbo V8       | ROWE Racing                        | 31 | Sheldon van der Linde | Tutti    |
| Ferrari      | Ferrari 488 GT3 Evo 2020    | Ferrari F154 3.9 L Turbo V8  | AlphaTauri AF Corse                | 23 | Alexander Albon       | 1-7      |
| Ferrari      | Ferrari 488 GT3 Evo 2020    | Ferrari F154 3.9 L Turbo V8  | AlphaTauri AF Corse                | 37 | Nick Cassidy          | 8        |
| Ferrari      | Ferrari 488 GT3 Evo 2020    | Ferrari F154 3.9 L Turbo V8  | Red Bull AF Corse                  | 30 | Liam Lawson           | Tutti    |
| Lamborghini  | Lamborghini Huracán GT3 Evo | Lamborghini 5.2 L V10        | T3 Motorsport                      | 10 | Esteban Muth          | Tutti    |
| Lamborghini  | Lamborghini Huracán GT3 Evo | Lamborghini 5.2 L V10        | T3 Motorsport                      | 26 | Esmee Hawkey          | Tutti    |
| Lamborghini  | Lamborghini Huracán GT3 Evo | Lamborghini 5.2 L V10        | T3 Motorsport                      | 63 | Mirko Bortolotti      | 6        |
| Lamborghini  | Lamborghini Huracán GT3 Evo | Lamborghini 5.2 L V10        | T3 Motorsport                      | 7  | Maximilian Paul       | 5        |
| McLaren      | McLaren 720S GT3            | McLaren M840T 4.0 L Turbo V8 | JP Motorsport                      | 15 | Christian Klien       | 3-4, 6   |
| Mercedes-AMG | Mercedes-AMG GT3 Evo        | Mercedes-AMG M159 6.2 L V8   | Mercedes-AMG Team HRT              | 4  | Maximilian Götz       | Tutti    |
| Mercedes-AMG | Mercedes-AMG GT3 Evo        | Mercedes-AMG M159 6.2 L V8   | Mercedes-AMG Team HRT              | 5  | Vincent Abril         | Tutti    |
| Mercedes-AMG | Mercedes-AMG GT3 Evo        | Mercedes-AMG M159 6.2 L V8   | Mercedes-AMG Team HRT              | 6  | Hubert Haupt          | 4, 7     |
| Mercedes-AMG | Mercedes-AMG GT3 Evo        | Mercedes-AMG M159 6.2 L V8   | Mercedes-AMG Team Toksport WRT     | 7  | Luca Stolz            | 4        |
| Mercedes-AMG | Mercedes-AMG GT3 Evo        | Mercedes-AMG M159 6.2 L V8   | Mercedes-AMG Team GruppeM Racing   | 8  | Daniel Juncadella     | Tutti    |
| Mercedes-AMG | Mercedes-AMG GT3 Evo        | Mercedes-AMG M159 6.2 L V8   | Mercedes-AMG Team Mücke Motorsport | 18 | Maximilian Buhk       | 1-6, 8   |
| Mercedes-AMG | Mercedes-AMG GT3 Evo        | Mercedes-AMG M159 6.2 L V8   | Mercedes-AMG Team Mücke Motorsport | 18 | Marvin Dienst         | 7        |
| Mercedes-AMG | Mercedes-AMG GT3 Evo        | Mercedes-AMG M159 6.2 L V8   | Mercedes-AMG Team Winward          | 22 | Lucas Auer            | Tutti    |
| Mercedes-AMG | Mercedes-AMG GT3 Evo        | Mercedes-AMG M159 6.2 L V8   | Mercedes-AMG Team Winward          | 57 | Philip Ellis          | Tutti    |
| Mercedes-AMG | Mercedes-AMG GT3 Evo        | Mercedes-AMG M159 6.2 L V8   | Mercedes-AMG Team GetSpeed         | 2  | Arjun Maini           | Tutti    |
| Porsche      | Porsche 911 GT3 R           | Porsche 4.0 L Flat-6         | SSR Performance                    | 92 | Michael Ammermüller   | 4        |

## Calendario
Il 6 novembre 2020 è stato annunciato un calendario preliminare di nove round e diciotto gare; quattro turni si sarebbero svolti in Germania, mentre gli altri cinque si sarebbero svolti in tutta Europa. I circuiti di Igora Drive, Monza e Norisring, tutti già in programma per il 2020 prima delle rispettive cancellazioni a causa della pandemia di COVID-19, tornarono inizialmente in calendario, mentre il Red Bull Ring ospitò un round per la prima volta dal 2018. Tutti i circuiti dove si erano tenuti eventi nel 2020 vennero confermati per il 2021, ad eccezione di Spa-Francorchamps; anche Anderstorp e Brands Hatch non tornarono, dopo che i loro turni furono annullati a causa della pandemia di COVID-19. In seguito la tappa di Igora Drive fu cancellata e DTM pubblicò un nuovo calendario per la stagione 2021. L'appuntamento al Norisring, previsto per luglio, viene spostato al 9 e 10 ottobre.
| Prova | Circuito                     | Località                      | Gara 1       | Gara 2       |
| ----- | ---------------------------- | ----------------------------- | ------------ | ------------ |
| 1     | Autodromo nazionale di Monza | Monza, Lombardia              | 19 giugno    | 20 giugno    |
| 2     | EuroSpeedway Lausitz         | Klettwitz, Brandeburgo        | 24 luglio    | 25 luglio    |
| 3     | Circuito di Zolder           | Heusden-Zolder, Limburgo      | 7 agosto     | 8 agosto     |
| 4     | Nürburgring                  | Nürburg, Renania-Palatinato   | 21 agosto    | 22 agosto    |
| 5     | Red Bull Ring                | Spielberg, Stiria             | 4 settembre  | 5 settembre  |
| 6     | TT Circuit Assen             | Assen, Drenthe                | 18 settembre | 19 settembre |
| 7     | Hockenheimring               | Hockenheim, Baden-Württemberg | 2 ottobre    | 3 ottobre    |
| 8     | Norisring                    | Norimberga, Baviera           | 9 ottobre    | 10 ottobre   |

### Test
| Circuito       | Data     | Pilota più veloce | Team                   | Auto                     | Tempo     | Giri |
| -------------- | -------- | ----------------- | ---------------------- | ------------------------ | --------- | ---- |
| Hockenheimring | 7 aprile | Maximilian Götz   | Haupt Racing Team      | Mercedes AMG GT3         | 1’36” 590 | 67   |
| Hockenheimring | 8 aprile | Lucas Auer        | HTP Winward Motorsport | Mercedes AMG GT3         | 1’36”153  | 93   |
| Lausitzring    | 4 maggio | Maximilian Götz   | Haupt Racing Team      | Mercedes AMG GT3         | 1'43"840  | 45   |
| Lausitzring    | 5 maggio | Alexander Albon   | AlphaTauri AF Corse    | Ferrari 488 GT3 Evo 2020 | 1'43"468  | 58   |
| Lausitzring    | 6 maggio | Maximilian Götz   | Haupt Racing Team      | Mercedes AMG GT3         | 1'42"744  | 43   |

## Risultati
| Gara | Circuito       | Pole position         | Giro veloce           | Pilota vincitore     | Scuderia vincitrice    | Costruttore vincitore |
| ---- | -------------- | --------------------- | --------------------- | -------------------- | ---------------------- | --------------------- |
| 1    | Monza          | Vincent Abril         | Liam Lawson           | Liam Lawson          | Red Bull AF Corse      | Ferrari               |
| 2    | Monza          | Kelvin van der Linde  | Lucas Auer            | Kelvin van der Linde | Abt Sportsline         | Audi                  |
| 3    | Lausitz        | Sheldon van der Linde | Sheldon van der Linde | Philip Ellis         | HTP Winward Motorsport | Mercedes              |
| 4    | Lausitz        | Philip Ellis          | Kelvin van der Linde  | Maximilian Götz      | Haupt Racing Team      | Mercedes              |
| 5    | Zolder         | Kelvin van der Linde  | Alexander Albon       | Kelvin van der Linde | Abt Sportsline         | Audi                  |
| 6    | Zolder         | Marco Wittmann        | Nico Müller           | Marco Wittmann       | Walkenhorst Motorsport | BMW                   |
| 7    | Nürburgring    | Kelvin van der Linde  | Kelvin van der Linde  | Kelvin van der Linde | Abt Sportsline         | Audi                  |
| 8    | Nürburgring    | Alexander Albon       | Christopher Haase     | Alexander Albon      | AlphaTauri AF Corse    | Ferrari               |
| 9    | Red Bull Ring  | Liam Lawson           | Esteban Muth          | Liam Lawson          | Red Bull AF Corse      | Ferrari               |
| 10   | Red Bull Ring  | Marco Wittmann        | Marco Wittmann        | Liam Lawson          | Red Bull AF Corse      | Ferrari               |
| 11   | Assen          | Liam Lawson           | Mirko Bortolotti      | Marco Wittmann       | Walkenhorst Motorsport | BMW                   |
| 12   | Assen          | Lucas Auer            | Mike Rockenfeller     | Lucas Auer           | HTP Winward Motorsport | Mercedes              |
| 13   | Hockenheimring | Kelvin van der Linde  | Alexander Albon       | Kelvin van der Linde | Abt Sportsline         | Audi                  |
| 14   | Hockenheimring | Kelvin van der Linde  | Alexander Albon       | Lucas Auer           | HTP Winward Motorsport | Mercedes              |
| 15   | Norisring      | Liam Lawson           | Nico Müller           | Maximilian Götz      | Haupt Racing Team      | Mercedes              |
| 16   | Norisring      | Liam Lawson           | Nick Cassidy          | Maximilian Götz      | Haupt Racing Team      | Mercedes              |

## Classifiche

### Classifica Piloti

#### Sistema Punteggio
I punti sono stati assegnati ai primi dieci classificati, come segue:
| Pos. gara | 1° | 2° | 3° | 4° | 5° | 6° | 7° | 8° | 9° | 10° |
| Punti     | 25 | 18 | 15 | 12 | 10 | 8  | 6  | 4  | 2  | 1   |

Inoltre, i primi tre piloti piazzati nelle qualifiche hanno ricevuto anche punti:
| Pos. Qualifica | 1° | 2° | 3° |
| Punti          | 3  | 2  | 1  |

| Pos.                               | Piloti                | MNZ | MNZ | LAU | LAU | ZOL | ZOL | NÜR | NÜR | RBR | RBR  | ASS | ASS | HOC  | HOC | NOR | NOR | Punti |
| ---------------------------------- | --------------------- | --- | --- | --- | --- | --- | --- | --- | --- | --- | ---- | --- | --- | ---- | --- | --- | --- | ----- |
| 1                                  | Maximilian Götz       | 23  | 10  | Rit | 13  | 72  | 2   | 4   | 4   | 2   | 3    | 43  | 6   | 5    | 3   | 1   | 1   | 230   |
| 2                                  | Liam Lawson           | 1   | 132 | 2   | 2   | Rit | 3   | 13  | Rit | 1   | 12   | 31  | 23  | 43   | 2   | 31  | NC1 | 227   |
| 3                                  | Kelvin van der Linde  | 4   | 1   | 42  | 3   | 1   | 8   | 1   | Rit | 5   | 6    | 12  | 4   | 1    | 101 | 42  | 172 | 208   |
| 4                                  | Marco Wittmann        | 8   | 5   | 7   | 6   | 53  | 1   | 53  | 3   | 7   | 21   | 12  | 32  | Rit  | 11  | 12  | 7   | 171   |
| 5                                  | Lucas Auer            | 122 | 3   | 6   | 9   | 9   | 52  | 11  | 6   | 8   | 5    | 10  | 1   | Rit2 | 12  | 63  | 2   | 152   |
| 6                                  | Alexander Albon       | 3   | 7   | 5   | 11  | 3   | 6   | Rit | 1   | 4   | 17   | Rit | 5   | 2    | 6   |     |     | 130   |
| 7                                  | Philip Ellis          | Rit | 6   | 1   | 41  | 8   | 16  | 2   | Rit | 3   | 4    | 7   | 12  | 7    | 4   | 10  | 10  | 129   |
| 8                                  | Mike Rockenfeller     | 9   | 8   | 3   | 8   | 2   | 103 | 3   | Rit | 15  | Rit  | 13  | 11  | 3    | 15  | Rit | 4   | 89    |
| 9                                  | Daniel Juncadella     | 51  | 11  | Rit | 7   | Rit | 12  | 8   | 2   | 11  | 12   | Rit | Rit | 6    | 5   | 7   | 5   | 77    |
| 10                                 | Nico Müller           | 7   | 2   | 13  | 10  | 10  | 4   | 7   | 9   | Rit | 14   | Rit | 8   | Rit  | 12  | 8   | 15  | 56    |
| 11                                 | Sheldon van der Linde | 11  | 43  | 91  | 5   | 16  | 7   | 6   | Rit | Rit | Rit3 | 6   | Rit | Rit  | Rit | Rit | 16  | 55    |
| 12                                 | Arjun Maini           | 13  | Rit | Rit | 12  | Rit | DNS | 10  | 13  | 63  | 7    | Rit | 13  | Rit  | 83  | 2   | 6   | 48    |
| 13                                 | Esteban Muth          | 10  | 9   | 8   | Rit | 6   | 9   | 14  | 5   | 14  | 13   | 8   | 10  | 8    | Rit | 11  | Rit | 41    |
| 14                                 | Vincent Abril         | DSQ | DSQ | Rit | 14  | 4   | Rit | 12  | 8   | 9   | 8    | Rit | 9   | 9    | 9   | 14  | 8   | 34    |
| 15                                 | Maximilian Buhk       | 6   | 12  | 10  | 18  | Rit | 11  | Rit | Rit | 12  | 9    | Rit | 15  |      |     | 9   | 3   | 28    |
| 16                                 | Nick Cassidy          |     |     |     |     |     |     |     |     |     |      |     |     |      |     | 5   | 133 | 11    |
| 17                                 | Timo Glock            | 16  | Rit | 11  | 13  | 11  | 17  | 19  | 7   | 10  | 10   | Rit | 14  | 10   | 14  | Rit | 11  | 9     |
| 18                                 | Sophia Flörsch        | 15  | 15  | Rit | 15  | 15  | Rit |     |     | 17  | 15   | 9   | 16  | 12   | Rit | 13  | 9   | 8     |
| 19                                 | Marvin Dienst         |     |     |     |     |     |     |     |     |     |      |     |     | 11   | 7   |     |     | 6     |
| 20                                 | Esmee Hawkey          | 14  | 16  | Rit | 16  | 13  | 13  | 17  | 11  | 16  | 16   | 11  | Rit | 14   | 16  | Rit | Rit | 2     |
| 21                                 | Christopher Haase     |     |     |     |     |     |     | Rit | 10  |     |      |     |     |      |     |     |     | 1     |
| 22                                 | Dev Gore              | Rit | 14  | 12  | 17  | 14  | 15  |     |     | Rit | Rit  | DNS | 17  | 16   | 17  | 16  | 14  | 0     |
| 23                                 | Markus Winkelhock     |     |     |     |     |     |     | 16  | 14  |     |      |     |     |      |     |     |     | 0     |
| Pilota ospite, non idoneo ai punti |                       |     |     |     |     |     |     |     |     |     |      |     |     |      |     |     |     |       |
| —                                  | Mirko Bortolotti      |     |     |     |     |     |     |     |     |     |      | 2   | 7   |      |     |     |     | —     |
| —                                  | Christian Klien       |     |     |     |     | 12  | 14  | 15  | 12  |     |      | 5   | Rit |      |     |     |     | —     |
| —                                  | Luca Stolz            |     |     |     |     |     |     | 9   | Rit |     |      |     |     |      |     |     |     | —     |
| —                                  | Maximilian Paul       |     |     |     |     |     |     |     |     | 13  | 11   |     |     |      |     |     |     | —     |
| —                                  | Lucas di Grassi       |     |     |     |     |     |     |     |     |     |      |     |     | 15   | Rit | 15  | 12  | —     |
| —                                  | Hubert Haupt          |     |     |     |     |     |     | 18  | Rit |     |      |     |     | 13   | 13  |     |     | —     |
| —                                  | Michael Ammermüller   |     |     |     |     |     |     | Rit | Rit |     |      |     |     |      |     |     |     | —     |
| Pos.                               | Piloti                | MNZ | MNZ | LAU | LAU | ZOL | ZOL | NÜR | NÜR | RBR | RBR  | ASS | ASS | HOC  | HOC | NOR | NOR | Punti |

### Classifica Piloti Junior
| Pos. | Team                  | Punti |
| ---- | --------------------- | ----- |
| 1    | Liam Lawson           | 227   |
| 2    | Sheldon van der Linde | 55    |
| 3    | Esteban Muth          | 41    |
| 4    | Sophia Flörsch        | 8     |

### Classifica Team
| Pos. | Team                         | Punti |
| ---- | ---------------------------- | ----- |
| 1    | Red Bull AlphaTauri AF Corse | 368   |
| 2    | Abt Sportsline               | 297   |
| 3    | HTP Winward Motorsport       | 281   |
| 4    | Haupt Racing Team            | 262   |
| 5    | Walkenhorst Motorsport       | 171   |
| 6    | Gruppe M Racing              | 77    |
| 7    | ROWE Racing                  | 64    |
| 8    | Team Rosberg                 | 55    |
| 9    | T3 Motorsport                | 48    |
| 10   | GetSpeed Performance         | 34    |
| 11   | Mücke Motorsport             | 17    |

### Classifica Costruttori
| Pos. | Costruttori | Punti |
| ---- | ----------- | ----- |
| 1    | Mercedes    | 617   |
| 2    | Ferrari     | 368   |
| 3    | Audi        | 359   |
| 4    | BMW         | 235   |
| 5    | Lamborghini | 48    |
| 6    | McLaren     | 0     |